# Los Ángeles (Buenos Aires)
Los Ángeles es una localidad argentina del partido de Chacabuco, provincia de Buenos Aires.
Se encuentra a 21 km al sur de la ciudad de Salto a través de la ruta provincial 32; y a 5 km de la ruta nacional 7 a mitad de camino entre las ciudades de Carmen de Areco y Chacabuco.

## Población
Cuenta con 54 habitantes (Indec, 2010), lo que representa un descenso del 30% frente a los 77 habitantes (Indec, 2001) del censo anterior.
| Gráfica de evolución demográfica de Los Ángeles entre 1991 y 2010 |
|                                                                   |
| Fuente: Censos nacionales del INDEC                               |